# Suarius hainanus
Suarius hainanus är en insektsart som beskrevs av X.-k. Yang och C.-k. Yang 1991. Suarius hainanus ingår i släktet Suarius och familjen guldögonsländor. Inga underarter finns listade i Catalogue of Life.